# Веро, Дарси
Да́рси́ Веро́ (англ. Darcy Verot; род. 13 июля 1976, Radville, Саскачеван) — канадский хоккеист, левый нападающий, тафгай. Занимает третье место в истории КХЛ по количеству штрафных минут — 787 в 98 матчах.

## Карьера
В 1994—1997 годах выступал за «Уэйберн Ред Уингз» в юниорской лиге Саскачевана (SJHL). Затем играл в Западной профессиональной хоккейной лиге («Лейк Чарльз Айс Пайретс») и в ECHL («Уилинг Нейлерз»).
Не выбирался на драфте НХЛ. В 2000 году заключил профессиональный контракт в качестве свободного агента с командой НХЛ «Питтсбург Пингвинз», но не сыграл за «Питтсбург» ни одного матча. Три сезона провёл в АХЛ, в фарм-клубе «Питтсбурга» — «Уилкс-Барре/Скрантон Пингвинз». Некоторое время спустя заключил контракт с клубом «Калгари Флэймз», но также не провёл в его составе ни одного матча. Перед началом сезона 2003/04 заключил контракт с «Вашингтон Кэпиталз» и в течение сезона (ставшего для него единственным в НХЛ) провёл в его составе 37 игр. Выступал также за фарм-клубы «Флэймз» и «Кэпиталз» соответственно — клубы АХЛ «Сент-Джон Флэймз» и «Портленд Пайретс». В 2005 году заключил контракт с клубом «Коламбус Блю Джекетс» и провёл два сезона в его фарм-клубе «Сиракьюз Кранч». Всего в АХЛ провёл восемь сезонов.
Затем переехал в Россию, где подписал контракт с чеховским «Витязем». За неполных три сезона в России (сначала в Суперлиге, затем в КХЛ) набрал более 1000 штрафных минут. 9 января 2010 года принял активное участие в массовой драке в матче «Витязь» — «Авангард», из-за которой матч был остановлен на 4-й минуте (дрался, в частности, со Свитовым и Ягром). В игре с ЦСКА 27 января 2010 года ударил форварда соперника Никиту Филатова клюшкой по голени сзади, а затем кулаком в лицо, за что был удалён до конца игры и дисквалифицирован на четыре матча.
Сезон 2011—2012 Веро провёл в клубе КХЛ ЦСКА 16 матчей и набрал 74 минуты штрафа, не набрав ни одного очка. Провёл драки с Евгением Артюхиным в гостевом матче со СКА и сразу две драки в одном матче с Джереми Яблонски. В сезоне 2012—2013 представлял клуб ВХЛ «Рубин» из Тюмени.
В 2013 году вернулся за океан. Пытаясь продолжить карьеру в команде «Аризона Сандогз» Центральной хоккейной лиги, провёл всего 7 игр, не набрав ни одного очка.